# Салехард (аеропорт)
Салехард (IATA: SLY, ICAO: USDD) -  аеропорт в окружному центрі Ямало-Ненецького автономного округу Росії, розташований за 7 км на північ від Салехарду. Це цивільний аеродром, обслуговуючий пасажирські лайнери середнього розміру. Аеропорт має одну злітно-посадкову смугу і вертодром. Також він використовується як аварійний аеродром для лайнерів, що виконують комерційні рейси.

## Авіакомпанії та напрямки, листопад 2020
| Авіакомпанія      | Пункт призначення                                                                                              |
| ----------------- | --- |
| Turukhan Airlines | Тарко-Сале |
| Yamal Airlines    | Москва-Домодєдово, Москва-Шереметьєво, Надим, Новосибірськ, Новий Уренгой, Ноябрськ, Тюмень, Уфа, Єкатеринбург |

## Ресурси Інтернету
- Salekhard Airport official website (рос.)